# Cristina Adelaide Pallavicino

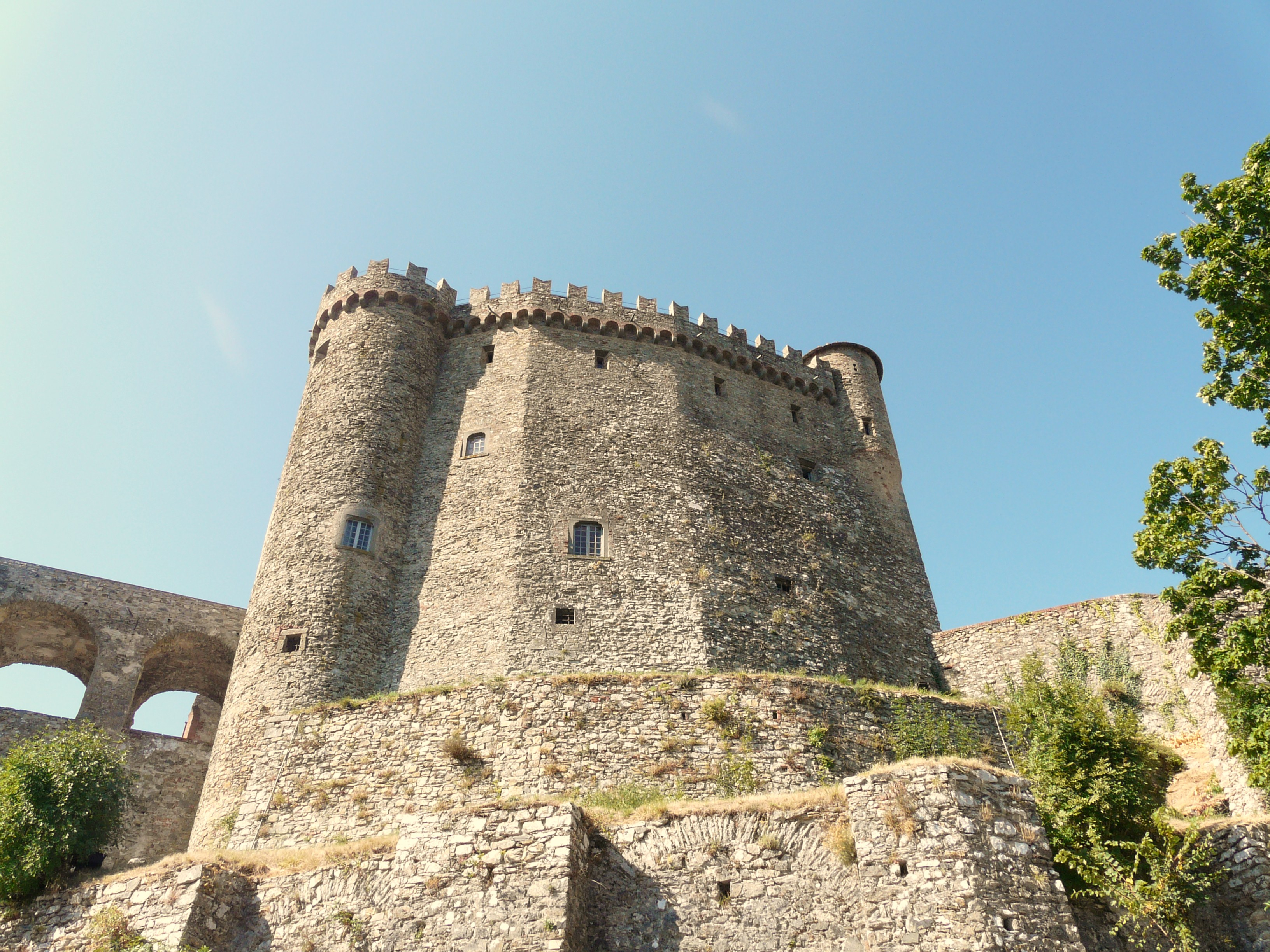
Castello Malaspina di Fosdinovo

Cristina Adelaide Pallavicino (23 maggio 1652 – Fosdinovo, 19 febbraio 1723) è stata una nobildonna italiana.

## Biografia
Era figlia del marchese Vittorio Maurizio Pallavicino di Torino.
Una leggenda legata al castello di Fosdinovo dei Malaspina narra che Cristina abbia ucciso alcuni suoi amanti, fatti precipitare in una stanza sottostante irta di lame, attraverso una botola situata nella sua stanza da letto.
Dopo la morte del marito per assassinio nel 1671 e fino al 1691 resse il Marchesato di Fosdinovo per conto del figlio Carlo Francesco Agostino (1671-1722), per ovvie questioni anagrafiche. 

## Discendenza
Sposò il 12 novembre 1670 Ippolito Malaspina, marchese di Fosdinovo, ed ebbero un figlio  nato postumo Carlo Francesco Agostino (1671-1722), quattordicesimo marchese di Fosdinovo.